# Том Каррі
Том Каррі (англ. Thomas "Tom" Curry; 1 вересня 1894, Саут-Шилдс, Англія — 6 лютого 1958, Мюнхен, Західна Німеччина) — англійський футболіст, який виступав на позиції хавбека за «Ньюкасл Юнайтед» і «Стокпорт Каунті» в 1920-ті роки. Після завершення кар'єри гравця став тренером. Працював на тренерських посадах у клубах «Карлайл Юнайтед» і «Манчестер Юнайтед».

## Кар'єра
Карі народився і виріс у Саут-Шилдс, графство Дарем, де і почав грати за місцевий клуб «Ньюкасл Юнайтед». Він виступав на позиції хавбека, провівши за клуб 221 матч і забив 5 м'ячів. У 1929 році перейшов в «Стокпорт Каунті», за який відіграв один сезон.
У 1930 році Каррі завершив кар'єру гравця і став тренером. З 1930 по 1934 роки працював у тренерському штабі клубу «Карлайл Юнайтед». У 1934 був запрошений в «Манчестер Юнайтед», який на той час тренував Скотт Данкан. Після закінчення Другої світової війни Каррі продовжив роботу в клубі вже під керівництвом Метта Басбі і Джиммі Мерфі.
На початку лютого 1958 року Каррі відправився з командою в Югославію на чвертьфінальний матч Кубка європейських чемпіонів проти «Црвени Звезди». На зворотному шляху літак приземлився в Мюнхені для дозаправки. При спробі зльоту літак з гравцями та тренерами «Манчестер Юнайтед» на борту зазнав аварії, в якому загинуло більше половини пасажирів. Серед загиблих був Том Каррі. У тій мюнхенській авіакатастрофі також загинуло 8 футболістів «Юнайтед» із знаменитого складу «малюків Басбі».
Тіло Каррі було кремовано в Манчестері.